# 南緯32度線
南緯32度線（なんい32どせん）は、地球の赤道面より南に地理緯度にして32度の角度を成す緯線。大西洋、南アフリカ共和国、インド洋、オーストラリア、太平洋、南アメリカを通過する。　
この緯度の下では、夏至点時の可照時間は14時間15分であり、冬至点時の可照時間は10時間3分である。

## 通過する地域一覧
南緯32度線は、本初子午線から東に向かって以下の場所を通っている。
| 地理座標                                               | 国土・領土・領海 | 備考                                                        |
| ------------------------------------------------------ | ---------------- | ----------------------------------------------------------- |
| 南緯32度0分 東経0度0分 / 南緯32.000度 東経0.000度      | 大西洋           |                                                             |
| 南緯32度0分 東経18度17分 / 南緯32.000度 東経18.283度   | 南アフリカ共和国 | 西ケープ州 北ケープ州 西ケープ州 東ケープ州                 |
| 南緯32度0分 東経29度8分 / 南緯32.000度 東経29.133度    | インド洋         |                                                             |
| 南緯32度0分 東経115度29分 / 南緯32.000度 東経115.483度 | オーストラリア   | 西オーストラリア州 - ロットネスト島                         |
| 南緯32度0分 東経115度33分 / 南緯32.000度 東経115.550度 | インド洋         |                                                             |
| 南緯32度0分 東経115度45分 / 南緯32.000度 東経115.750度 | オーストラリア   | 西オーストラリア州 - パースを貫通する。                     |
| 南緯32度0分 東経128度15分 / 南緯32.000度 東経128.250度 | インド洋         | グレートオーストラリア湾                                    |
| 南緯32度0分 東経132度9分 / 南緯32.000度 東経132.150度  | オーストラリア   | 南オーストラリア州                                          |
| 南緯32度0分 東経132度26分 / 南緯32.000度 東経132.433度 | インド洋         | グレートオーストラリア湾                                    |
| 南緯32度0分 東経132度51分 / 南緯32.000度 東経132.850度 | オーストラリア   | 南オーストラリア州 ニューサウスウェールズ州                 |
| 南緯32度0分 東経152度34分 / 南緯32.000度 東経152.567度 | 太平洋           | ボールズ・ピラミッド（ オーストラリア）のちょうど南を通過。 |
| 南緯32度0分 西経71度31分 / 南緯32.000度 西経71.517度   | チリ             |                                                             |
| 南緯32度0分 西経70度14分 / 南緯32.000度 西経70.233度   | アルゼンチン     |                                                             |
| 南緯32度0分 西経58度9分 / 南緯32.000度 西経58.150度    | ウルグアイ       |                                                             |
| 南緯32度0分 西経53度51分 / 南緯32.000度 西経53.850度   | ブラジル         | リオグランデ・ド・スル州                                    |
| 南緯32度0分 西経51度56分 / 南緯32.000度 西経51.933度   | 大西洋           |                                                             |